# Thaâliba
Les Thaâliba (en arabe : الثعالبة) sont une tribu arabe issue des Banu Maqil, descendant de Tha'lab ibn 'Ali ibn Bakr ibn Saghir ibn Ma'qil. Elle est établie au niveau de la Mitidja à l'époque médiévale, et règne sur Alger et les villes environnantes de 1204 à 1516.

## Histoire
Selon Ibn Khaldun, les Thaâliba ont d'abord atteint la plaine de la Mitidja à la fin du XIIe siècle depuis la région du Titteri, au sud, après avoir été chassés par les tribus Banu Tujin, qui ont envahi la région. La dominaiton des Thaâliba sur la Mitidja commence au XIVe siècle avec l'invasion mérinide du Maghreb central, qui renverse le pouvoir des Sanhadja dans la plaine.
En 1438, les habitants d'Alger assassinent leur nouveau roi zianide Abou Zyan Mohamed et se placent sous la protection des Thaâliba, qui régnaient alors sur la majeure partie de la Mitidja. La ville nomme Sidi Abderrahman et-Thaâlibi, un érudit religieux réputé, à la tête de son conseil municipal (djemâa). L'influence de Thaâliba s'étend également à de plus petites villes de la région, comme Isser et Dellys. Après sa mort en 1479, la tombe d'Abderrahman et-Thaâlibi devient un important site de dévotion populaire, encore visité à ce jour.
En 1516, le chef des Thaâliba Salim at-Toumi est assassiné dans son bain par Arudj Barberousse, devenant ainsi le dernier souverain des Thaâliba d'Alger. La ville passe aux mains d'Arudj et de son frère Khayr ad-Din avant de rejoindre l'Empire ottoman.

## Personnalités
Plusieurs personnalités religieuses islamiques notables sont issues des Thaâliba : 
- Abderrahman et-Thaâlibi (1384-1479) ;
- Sidi Yahya al-Tadallisi al-Thaâlibi (m. 1461/1462) savant soufie et premier imam de la mosquée éponyme de Tombouctou ;
- Abu Mahdi Isa al-Thaâlibi (m. 1669/1670), savant ;
- Salim at-Toumi, chef des Thaâliba et émir d'Alger ;
- Abdelaziz Thâalbi, le fondateur du parti nationaliste tunisien Destour, est également un descendant des Thaâliba.
- Noureddine Toualbi-Thaâlibi, sociologue algérien, l'un des fondateurs des université algérienne.